# Euphorbia boissieri
Euphorbia boissieri ist eine Pflanzenart aus der Gattung Wolfsmilch (Euphorbia) in der Familie der Wolfsmilchgewächse (Euphorbiaceae).

## Beschreibung
Die sukkulente Euphorbia boissieri bildet wenig verzweigte Sträucher mit fünfkantigen Trieben aus. Die lanzettlichen Blätter werden bis 34 Zentimeter lang und 6 Zentimeter breit und verjüngen sich an der Basis zu einem bis 7 Zentimeter langen Stiel. Die an der Basis verdickten Nebenblattdornen werden bis 1,5 Zentimeter lang und besitzen langlebige Spitzen. Sie vereinigen sich entlang der Triebkanten zu einem knorpeligen Saum mit Fransen.
Der Blütenstand besteht aus einfachen und nahezu endständigen Cymen, die sich an bis zu 5 Zentimeter langen Stielen befinden. Die gerundeten Cyathophyllen sind weiß oder rosa gefärbt. Die Cyathien stehen an bis zu 1,5 Zentimeter langen Stielen und erreichen etwa 3 Millimeter im Durchmesser. Die elliptischen Nektardrüsen sind gelb gefärbt. Die Frucht ist nahezu kugelförmig. Über den Samen ist nichts bekannt.

## Verbreitung und Systematik
Euphorbia boissieri ist endemisch im Nordosten von Madagaskar verbreitet.
Die Art steht auf der Roten Liste der IUCN und gilt als gefährdet (Vulnerable).
Die Erstbeschreibung der Art erfolgte 1860 durch Henri Ernest Baillon. Die Art ist möglicherweise nur eine Variante von Euphorbia lophogona.